# Day of Reckoning (Pentagram)
Day of Reckoning è il secondo album in studio del gruppo musicale statunitense doom metal Pentagram, pubblicato nel 1987. Spesso viene citato dai fan come il migliore lavoro del gruppo.

## Tracce
1. Day of Reckoning" - 2:43 (Liebling)
2. Evil Seed - 4:39 (Griffin)
3. Broken Vows - 4:38 (Griffin)
4. When the Screams Come - 3:43 (Liebling)
5. Burning Savior - 9:08 (Griffin/Liebling)
6. Madman - 4:18 (Liebling)
7. Wartime - 5:22 (Griffin)

## Formazione
- Bobby Liebling - voce
- Victor Griffin - chitarra
- Martin Swaney - basso
- Stuart Rose - batteria (in tutte le canzoni tranne "Burning Savior", ove suonò la batteria Joe Hasselvander)
- Joe Hasselvander  - batteria (solo nella versione reissue del 1993, dove registrò nuovamente tutte le parti di batteria)